# غرنس (كورنوال)
غرنس (بالإنجليزية: Gerrans)‏ هي قرية و أبرشية مدنية تقع في المملكة المتحدة في كورنوال. يقدر عدد سكانها بـ 867 نسمة .